# Blitz
Blitz là cuộc oanh kích Anh Quốc của Phát Xít Đức thực hiện trong Thế chiến II từ 7 tháng 9 năm 1940 tới 10 tháng 5 năm 1941. Trong khi chiến dịch thực hiện oanh tạc một loạt thành phố và thị trấn dọc vương quốc Anh, lực lượng không quân Đức bắt đầu tấn công Luân Đôn trong 57 ngày liên tiếp. Tính đến cuối tháng 5 năm 1941, hơn 43.000 dân thường, một nửa trong số đó là dân Luân đôn đã bị giết hại bởi cuộc không kích, hơn một triệu ngôi nhà tiêu hủy hoặc tàn phá chỉ tính riêng tại Luân đôn.
Luân Đôn không phải là thành phố duy nhất hứng chịu oanh tạc của lực lượng Luftwaffe trong chiến dịch Blitz. Các trung tâm công nghiệp và quân sự quan trọng khác của Anh cũng bị tấn công, những thành phố như Belfast, Birmingham, Bristol, Cardiff, Clydebank, Coventry, Greenock, Sheffield, Swansea, Liverpool, Hull, Manchester, Portsmouth, Plymouth, Nottingham và Southampton, đã hứng chịu những cuộc oanh tạc dữ dội và chịu những tổn thất nhân mạng to lớn. Mục tiêu đề ra của Adolf Hitler là đập tan nhuệ khí của Anh Quốc.
Mục tiêu làm suy nhụt nhuệ khí và buộc Anh đầu hàng đã không đạt được. Blitz chỉ là một màn cảnh báo cho một cuộc xâm lược có thể xảy ra của quân đội Đức. Đến tháng 5 năm 1941, mối đe dọa về một cuộc xâm lược đã không xảy đến khi Hitler quyết định chuyển hướng mục tiêu sang phía Đông. Dù không còn thực hiện những cuộc oanh tạc lớn tại Anh nhưng trong suốt Thế chiến Anh quân Đức vẫn thực hiện những vụ không kích nhỏ dẫn đến số người chết từ những vụ ném bom lên đến 51.509 người. Năm 1944, việc phát triển thành công máy bay ném bom không người lái V-1 và Tên lửa V-2 đã giúp Đức có khả năng tiếp tục tấn công Anh với những vũ khí được phóng từ châu Âu đại lục. Tổng cộng, vũ khí loại V của Đức đã giết 8.938 dân thường tại Luân đôn và vùng Đông Nam nước Anh.

## Liên kết
- The Blitz Lưu trữ ngày 13 tháng 8 năm 2011 tại Wayback Machine Original reports and pictures from The Times
- The Blitz: Sorting the Myth from the Reality, BBC History
- Exploring 20th century London - The Blitz Lưu trữ ngày 27 tháng 3 năm 2012 tại Wayback Machine Objects and photographs from the collections of the Museum of London, London Transport Museum, Jewish Museum and Museum of Croydon.
- Liverpool Blitz Experience 24 hours in a city under fire in the Blitz.
- Forgotten Voices of the Blitz and the Battle for Britain